# Двадцать седьмая поправка к Конституции США

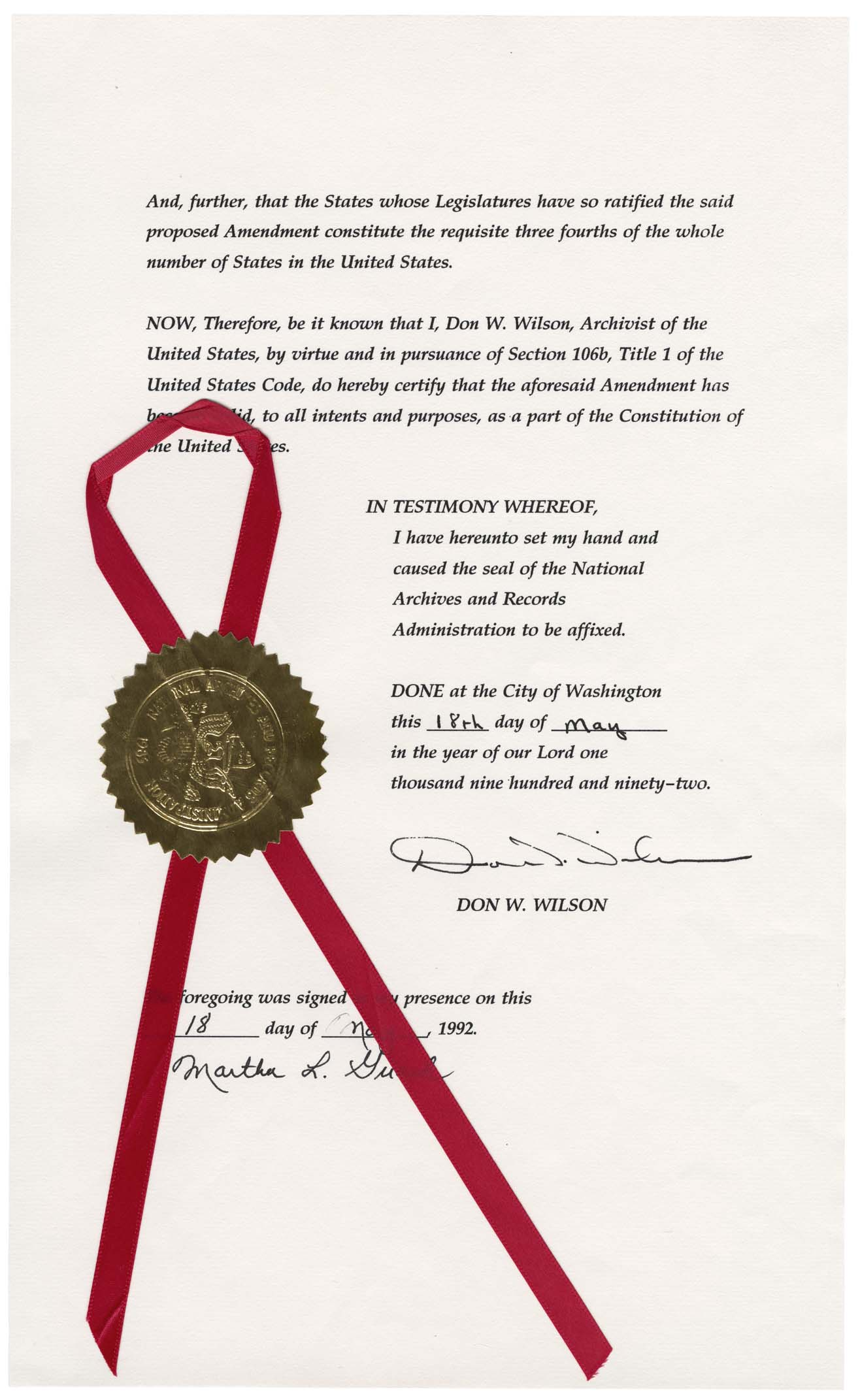
Последняя страница документа, свидетельствующего о вступлении поправки в силу

Двадцать седьмая поправка к Конституции США устанавливает, что закон, изменяющий размер жалованья сенаторов и представителей (конгрессменов), может вступить в силу только после следующих выборов в Палату представителей (проводятся раз в два года).
Это — последняя на данный момент принятая поправка к Конституции США. Была предложена ещё в 1789 году одновременно с поправками, составившими «Билль о правах», однако ратифицирована необходимым количеством штатов лишь 5 мая (правительство считает 7 мая) 1992 года.

## Текст
Ни один закон, изменяющий размеры вознаграждения сенаторов и членов  Палаты  представителей,  не  должен  вступать  в  силу до проведения следующих выборов в Палату представителей.

## История
Данная поправка была второй из двенадцати предложенных будущим четвёртым президентом США Джеймсом Мэдисоном поправок в Конституцию США, принятых Палатой представителей США и направленных первым Конгрессом США для ратификации в органы представительной власти штатов в 1789 году. Последние десять из этих поправок составили впоследствии Билль о правах.
Однако данная поправка на тот момент была ратифицирована лишь шестью штатами — количеством, недостаточным для вступления поправки в силу. До 1980 года поправку ратифицировали ещё три штата, однако лишь в середине и конце 1980-х годов состоялась ратификация большинством остальных штатов.
Ратификация поправки связана с инициативой Грегори Уотсона, который, будучи студентом, в 1982 году обнаружил, что такая поправка была предложена, и начал кампанию за её ратификацию необходимым числом штатов.
Ратификация поправки завершилась 5 мая 1992 года, после того, как её ратифицировал парламент штата Алабама: этот штат стал тридцать восьмым штатом, сделавшим это. Штат Кентукки ратифицировал поправку дважды (в 1792 году (это установили после принятия поправки) и, спустя более 200 лет, в 1996 году). Аналогичная ситуация сложилась и со штатом Северная Каролина: его законодатели ратифицировали поправку в 1789 году и в 1989 году. Официально правительство считает, что ратификация завершена после ратификации поправки 7 мая 1992 штатом Мичиган (38-й штат), но после установления факта ратификации поправки штатом Кентукки в 1792 году, 38-м штатом фактически является штат Алабама.

### Ратификация по датам
Конгресс предложил эту поправку 25 сентября 1789 года, штаты ратифицировали её в следующем порядке:
1. Мэриленд (19 декабря 1789);
2. Северная Каролина (22 декабря 1789, повторно ратифицирована 4 июля 1989);
3. Южная Каролина (19 января 1790);
4. Делавэр (28 января 1790);
5. Вермонт (3 ноября 1791);
6. Виргиния (15 декабря 1791);
7. Кентукки (27 июня 1792, повторно ратифицирована 21 марта 1996);
8. Огайо (6 мая 1873);
9. Вайоминг (6 марта 1978);
10. Мэн (27 апреля 1983);
11. Колорадо (22 апреля 1984);
12. Южная Дакота (21 февраля 1985);
13. Нью-Гэмпшир (7 марта 1985);
14. Аризона (3 апреля 1985);
15. Теннесси (23 мая 1985);
16. Оклахома (1 июля 1985);
17. Нью-Мексико (14 февраля 1986);
18. Индиана (24 февраля 1986);
19. Юта (25 февраля 1986);
20. Арканзас (6 марта 1987);
21. Монтана (17 марта 1987);
22. Коннектикут (13 мая 1987);
23. Висконсин (15 июля 1987);
24. Джорджия (2 февраля 1988);
25. Западная Виргиния (10 марта 1988);
26. Луизиана (7 июля, 1988);
27. Айова (9 февраля 1989);
28. Айдахо (23 марта 1989);
29. Невада (26 апреля 1989);
30. Аляска (6 мая 1989);
31. Орегон (19 мая 1989);
32. Миннесота (22 мая 1989);
33. Техас (25 мая 1989);
34. Канзас (5 апреля 1990);
35. Флорида (31 мая 1990);
36. Северная Дакота (25 марта 1991);
37. Миссури (5 мая 1992);
38. Алабама (5 мая 1992).

Ратификация была завершена 5 мая 1992 года. Впоследствии поправка была ратифицирована в следующих штатах:
1. Мичиган (7 мая 1992);
2. Нью-Джерси (7 мая 1992);
3. Иллинойс (12 мая 1992);
4. Калифорния (26 июня 1992);
5. Род-Айленд (10 июня 1993);
6. Гавайи (26 апреля 1994);
7. Вашингтон (12 августа 1995);
8. Небраска (1 апреля 2016).

Следующие штаты ещё не ратифицировали поправку:
1. Массачусетс;
2. Миссисипи;
3. Нью-Йорк;
4. Пенсильвания.

## Сертификация ратификации поправки
18 мая 1992 года эта поправка была официально сертифицирована архивистом США Доном Уилсоном. 19 мая 1992 года она была напечатана в официальном журнале правительства США Federal Register, вместе с сертификатом о ратификации.